# Licuala arbuscula
Licuala arbuscula är en enhjärtbladig växtart som beskrevs av Odoardo Beccari. Licuala arbuscula ingår i släktet Licuala och familjen Arecaceae. Inga underarter finns listade i Catalogue of Life.